# Saalbach-Hinterglemm

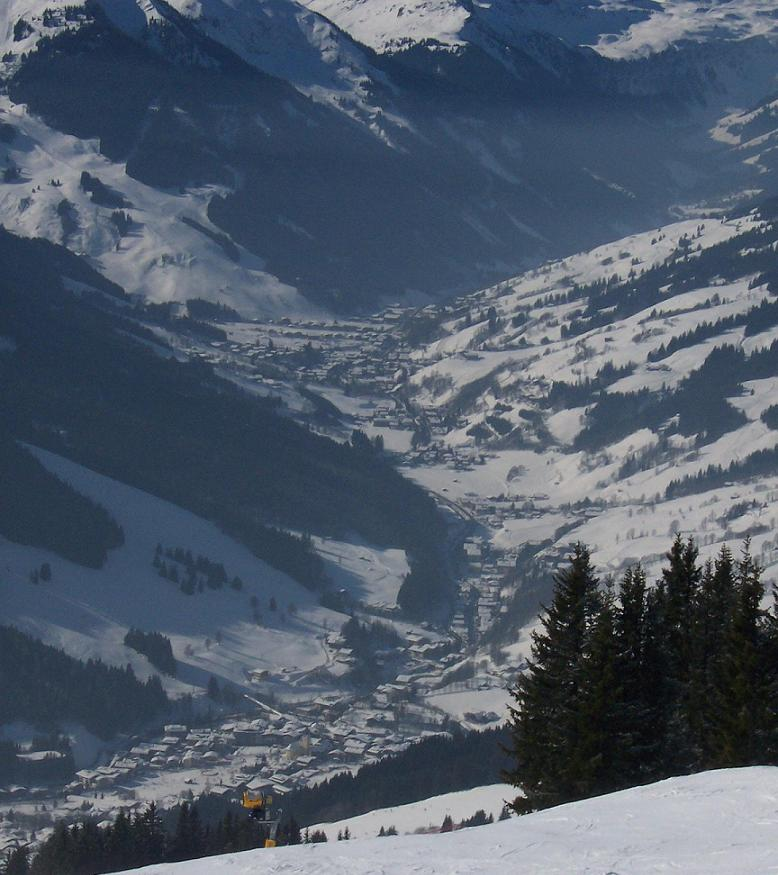
Foto van Saalbach-Hinterglemm van bovenaf.

Saalbach-Hinterglemm is een gemeente in de Oostenrijkse deelstaat Salzburger Land, en maakt deel uit van het district Zell am See.
Saalbach-Hinterglemm bestaat uit de dorpen Saalbach en Hinterglemm en telt 3000 inwoners.

## Skigebied
Het skigebied Skicircus Saalbach Hinterglemm Leogang Fieberbrunn strekt zich uit over de dorpen Saalbach, Hinterglemm en Leogang in het Salzburger Land en Fieberbrunn in Tirol. In Saalbach Hinterglemm ligt het gebied in het Glemmtal, hier liggen ook de meeste pistes. Aan de andere kant van het vallei liggen Leogang en Fieberbrunn. Omdat het gebied rond de vallei en de gemeenschap Saalbach-Hinterglemm is ontstaan, werd de term "Skicircus" gekozen.
Vooral in de winter is het bij Nederlanders een geliefde wintersportbestemming, met daarbij een uitgebreide après-skimogelijkheden vooral rond Hinterglemm.
- Hoogte plaats: 1003 m
- Hoogte skigebied: 1000 - 2100 m
- Totale lengte skipistes: 270 km
- Totaal aantal blauw: 140 km
- Totaal aantal rood: 110 km
- Totaal aantal zwart: 20 km
- Langlaufloipes: 30 km
- Skischool: 9, ook met Nederlands sprekende leraren

## Aandeelhouders
De skiliften worden geëxploiteerd door vijf verschillende bedrijven:
- Saalbacher Bergbahnen Ges.m.b.H.: Kohlmais, Schattberg, Bernkogel
- Bergbanen Saalbach Hinterglemm Ges.m.b.H:. Reiterkogelbahn Schönleiten Westgipfel, Vorderglemm, Viehhofen
- Hinterglemmer Bergbahnen Ges.m.b.H.: Zwölferkogel, Hochalm
- Leogang Bergbahnen Ges.m.b.H.: Leogang.
- Fieberbrunner Bergbahnen Ges.m.b.H .: Fieberbrunn

## Ontwikkeling
Al in 1900 was er het idee om te leren skiën, maar op 17 september 1945 begon het pas echt met de oprichting van de Schiliftgesellschaft Saalbach. De eerste skiliften in het gebied na de oprichting was een sleeplift en stoeltjeslift op de Kohlmais in Saalbach, twee jaar later volgde de bouw van een stoeltjeslift op de Schattberg, een babylift op de zogenaamde Turmwiese en een in Wallehen. In 1948 werd dan de Ski- en sportclub Saalbach opgericht, en was Saalbach een van de vier grootste toeristische bestemmingen in Oostenrijk naast Salzburg, Badgastein en Hof Gastein.
Jaren 50 - In 1950/1951 werd in Hinterglemm de Zwölferkogel – Personengemeinschaft opgericht, zij waren verantwoordelijk voor de bouw van verschillende liften. In 1959 werd begonnen met de bouw van de kabelbaan op de Schattberg West en de met de bouw van de Limbergliften, de jaren erna werden er meer liften gebouwd zowel rond Hinterglemm als rond Saalbach.
Jaren 70 - De Reiderfeldlift en de Seekarlift werden gebouwd.
Jaren 80 - In de jaren 80 volgde met de bouw van de Schönleitenbahn en de verbouwing van de Kohlmais. Uiteindelijk volgde eind jaren 80 de bouw van de Zwölferkogel. Speciaal voor de Wereldkampioenschappen alpineskiën in 1991 werd de Kohlmaisgipfelbahn gebouw, deze bekende 5 gondels achter elkaar in Saalbach kwam naast de bestaande Kohlmais.
Jaren 90 - De Zwölferkogelbaan werd in 1993 gebouwd, een lift met een dal-, midden- en bergstation. Ook werd de bergstation van de Zwölfer-Nordbahn gebouwd, twee jaar later volgde de bouw van de Limberg. In Hinterglemm werd in seizoen 1996/1997 de Hochal 6er in gebruik genomen, en weer twee jaar later werd de Polten gebouwd.
Jaren 2000 - In de eerste 5 jaar van het nieuwe millennium werd de Asitzkogel gebouwd, gevolgd door de Spieleck 6er, de Sunliner en de Reitergipfel. Ook werd Schattberg X-press en de Zehner gebouwd.
2005/2005 - In het seizoen 2005/2006 werd erin geïnvesteerd wintersporters sneller naar de pistes te vervoeren. Zo werden de Hochalmbahn, de Magic 6er, Panorama 6er, Oberschwarzach, Schönleiten 6er Gipfelbahn, Schattberg Sprinter gebouwd. Ook werd de oude 4-persoonsstoeltjeslift op de Asitz verbouwd, hiervoor kwam de Asitz 8er.
2009 - In de zomer van 2009 werd de sleeplift op de Turmweise in Saalbach vervangen door een 6-persoonsstoeltjeslift, de huidige Turm 6er, in Hinterglemm werd de oude Hasebauerköpfl vervangen door een 8-persoonsstoeltjeslift en maakte de oude sleeplift in Leogang plaats voor de 4er Almlift.
2010/2011 - In de winter van 2010/2011 werd de avondpiste in gebruik genomen. Dit was mogelijk door de bouw van de nieuwe Unterschwarzach. Ook werd de oude 2-persoonsstoeltjeslift de Reiter Ost vervangen door een 6-persoonsstoeltjeslift, tevens werd de Bernkogelbahn vervangen door een 8-persoonsgondellift.
2012 - In de zomer werd de sleeplift Wetterkeuz vervangen door een 6-persoonsstoeltjeslift en ook werd er een opslagvijver bij de Wetterkreuz gebouwd. Beide werden bij aanvang seizoen 2012/2013 geopend.
2013 - De oude sleeplift Rosswaldlift werd vervangen door een 6-persoonsstoeltjeslift en omgedoopt tot Rosswaldbahn. Ook breidde het Skicircus ieder jaar gestaag de hoeveelheid sneeuwkanonnen uit.
2014/2015 - Na zeven jaar plannen werd de Steinbergbahn gebouwd, dit om de drukte bij de Asitzbahn te verlichten. Ook werd de Polten 4er vervangen door een 8-persoonsstoeltjeslift en heette deze nu Polten 8er. Het VVV-kantoor van het toeristenverbond Saalbach werd gesloopt om plaats te maken voor een nieuw, modern gebouw. Een langgekoesterde fusie met Zell am See werd nog niet gerealiseerd, wel werd de oude skiroute van de Schmittenhöhe naar Viehhofen heropend.
2015/2016 - Het seizoen 2015/2016 stond in het teken van de fusie met Fieberbrunn. Vanaf nu heette het officieel Skicircus Saalbach Hinterglemm Leogang Fieberbrunn. Deze fusie werd mogelijk gemaakt door de bouw van de Tirol S, een verbinding tussen de Reckmoos Sud in Fieberbrunn en de Reiterkogel in Hinterglemm. Ook werden de sleepliften van de Bernkogel II en III vervangen door een 6-persoonsstoeltjeslift.
Het jaar 2015 was ook het begin van de bouw van de Zell am See X-press, de verbinding tussen de Schmittenhöhe en Viehhofen. De bouw zou in fasen worden uitgevoerd en in december 2019 helemaal af zijn.
2016/2017 - De oude Schönleitenbahn werd vervangen door een 10-persoonsgondellift en in Hinterglemm werd de 12er Express gebouwd. Dit betreft een verbindingslift tussen de Zwölferkogel en de Schattberg, in het dal van Hinterglemm.
2018 - Er werd gestart met de bouw van de laatste sectie van de Zell am See Xpress, die aansloot op het deel waarmee in 2015/2016 begonnen was. Het betreft hier het deel tussen het middenstation en het dalstation in Viehhofen. Ook werd gestart met de vervanging van de beide Kohlmaisliften door moderne 8-persoonsgondels inclusief nieuwe dal-, midden- en bergstation. Hiermee verdween de serie van 4 groepen gondels en de oude 3-persoonsstoeltjeslift. Bovendien werd de oude Asitzmuldenbahn 6er op de Asitz vervangen door een moderne 8-persoonsgondellift.
2019 - In het voorjaar van 2019 werd begonnen met de vervanging van de Zwölferkogelbahn, de oude zou vervangen worden door een 10-persoonsgondellift.

## Zomer
Naast dat dit gebied beter bekend staat als wintersportgebied heeft het ook in de zomer voldoende recreatiemogelijkheden, zo zijn er diverse wandel-, fiets- en mountainbikepaden.

## Trivia
- In 1991 zijn de Wereldkampioenschappen alpineskiën georganiseerd in Saalbach-Hinterglemm.
- De 12er Xpress is de kortste gondellift van de Alpen
- Naast hun eigen skipas zijn de Salzburg Superski Card, de Ski Alpin Card en de Kitzbüheler Alpen All Star Card geldig in het Skicircus.
- Er is een samenwerking met de skihal Neuss.
- Met de fusie met Zell am See zal het de grootste aaneengesloten skigebied worden van Oostenrijk met ruim 340 km
- In 2019 is de Alpin Card geïntroduceerd, met deze skipas kan je skiën op 408 km aan pistes. Hieraan doen mee het Skicircus, Zell am See en Kaprun.
- Saalbach Hinterglemm heeft zich kandidaat gesteld voor het organiseren van het WK in 2025, eerder verloren zij de kandidatuur voor het WK van 2023. De wereldkampioenschappen alpineskiën in 2025 werden aan Saalbach-Hinterglemm toegekend.

## Externe links

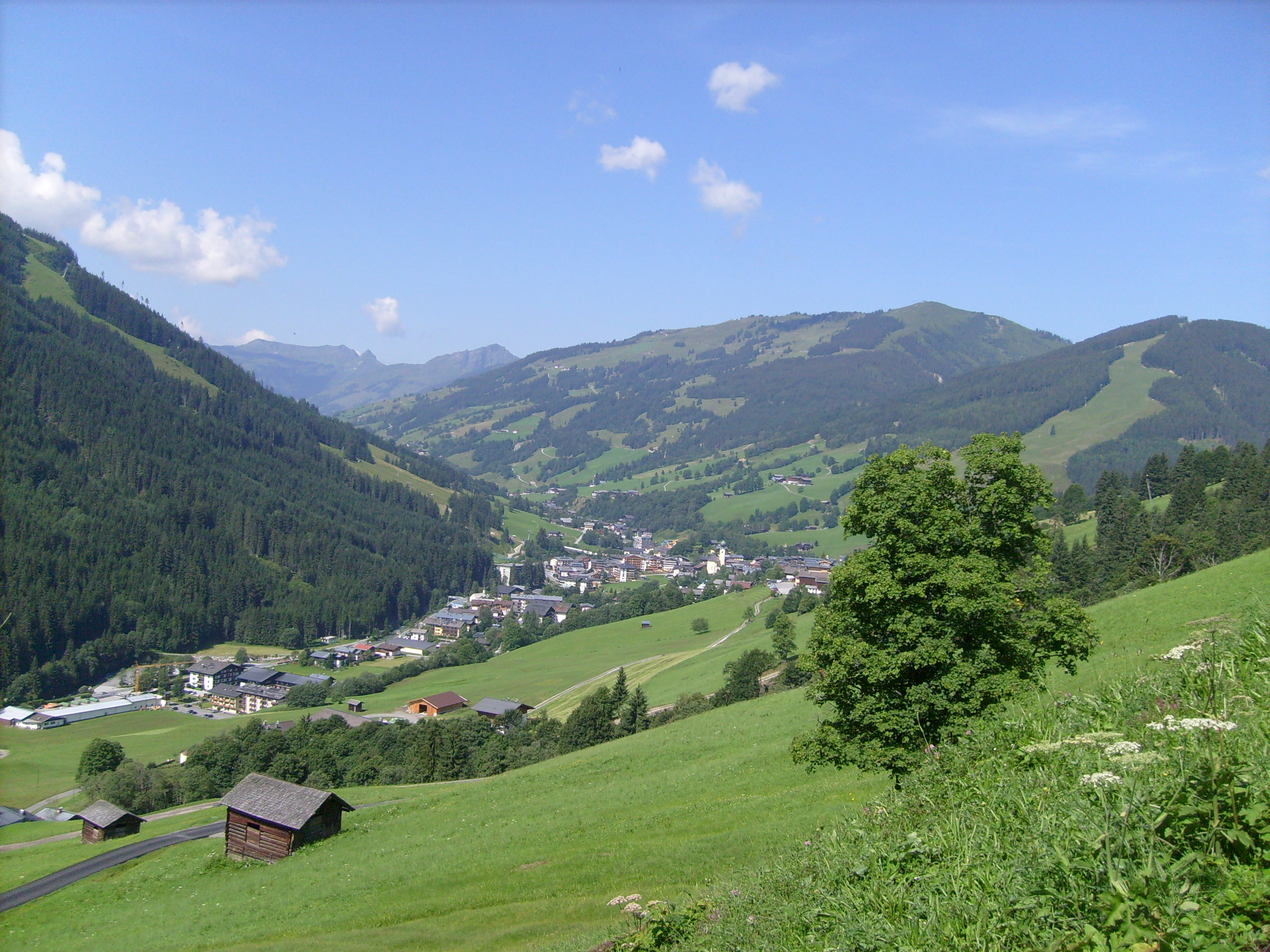